# Tabaluga és Leo – Karácsonyi kaland
A Tabaluga és Leo: Karácsonyi kaland vagy Tabaluga és Leo karácsonyi kalandja (eredeti cím: Tabaluga and Leo: A Christmas Adventure) 2003-ban bemutatott ausztrál televíziós rajzfilm, amelyet David Evans rendezett. A forgatókönyvet David Witt írta, a zenéjét Guy Gross szerezte. 
Magyarországon két szinkron változat is készült belőle, amelyből az elsőt a Minimax-on 2009-ben, a másodikat az M2-n 2014-ben vetítették le a televízióban, december 26-án.

## Cselekmény
A főhős, Leo, aki egy kisfiú. Leo szomorú, mivel nem jött el érte a családja, hogy hazavigyék őt karácsonyra. Ezért elindul világot látni. Útközben egy titkos alagutat fedez fel, amin keresztül  Jégvilágba jut el. Arról a helyről Tabaluga szabadítja ki, és Zöldföldre viszi el őt. A kisgyerek ott csupán galibát csinál először, de aztán nagyon jó barátokat talál, a kedves, kicsi állatok közül. Eközben megérkeznek az örökbefogadó szülei is, akik elindulnak, hogy megkeressék Leo-t.

## Szereplők
| Szereplő    | Eredeti hang      | Magyar hang                        | Magyar hang                      | Leírás |
| Szereplő    | Eredeti hang      | 1. magyar szinkron (Minimax, 2009) | 2. magyar szinkron (M2, 2014)    | Leírás |
| ----------- | ----------------- | ---------------------------------- | -------------------------------- | ------ |
| Tabaluga    | Dietmar Wunder    | Seszták Szabolcs                   | Baráth István                    |        |
| Leo         | Patrick Baehr     | Morvay Gábor                       | Császár András                   |        |
| Arktos      | Frank Ciazynski   | Rosta Sándor                       | Pusztaszeri Kornél               |        |
| James       | Eberhard Prüter   | Kassai Károly                      | Elek Ferenc                      |        |
| Suhu        | Andreas Mannkopff | ?                                  | Forgács Gábor                    |        |
| Heidi       | Arianne Borbach   | Roatis Andrea                      | Molnár Ilona                     |        |
| Digby       | Edeltraut Elsner  | Szokol Péter                       | Holl Nándor                      |        |
| Nessaja     | Inken Sommer      | Menszátor Magdolna                 | Menszátor Magdolna               |        |
| Claire      | Rita Engelmann    | Kocsis Mariann                     | Hullan Zsuzsa                    |        |
| Tulok       | N/A               | ?                                  | Faragó András                    |        |
| Doug        | N/A               | ?                                  | Bodrogi Attila                   |        |
| Deirdre     | N/A               | ?                                  | Németh Kriszta                   |        |
| Valter      | N/A               | ?                                  | Kassai Károly                    |        |
| Elefánt     | N/A               | ?                                  | Törköly Levente                  |        |
| Jegesmedvék | N/A               | ?                                  | Bolla Róbert Petridisz Hrisztosz |        |
| Kislány     | N/A               | ?                                  | Pál Zsófia                       |        |
| Kisfiúk     | N/A               | ?                                  | Nagy Gereben Pál Dániel Máté     |        |
| Felolvasó   | –                 | Barbinek Péter                     | Endrédi Máté                     | –      |

## Televíziós megjelenések
- 1. magyar szinkron: Minimax
- 2. magyar szinkron: M2